# Climocella
Climocella is een geslacht van weekdieren uit de klasse van de Gastropoda (slakken).

## Soorten
- Climocella akarana Goulstone, 1996
- Climocella barkeri Goulstone, 1997
- Climocella cavelliaformis Goulstone, 1996
- Climocella haurakiensis Goulstone, 1996
- Climocella hukutaia Goulstone & Mayhill, 1998
- Climocella intermedia Goulstone, 1997
- Climocella isolata Goulstone, 1997
- Climocella kaitaka Goulstone, 1996
- Climocella kenepuruensis (Suter, 1909)
- Climocella maculata (Suter, 1890)
- Climocella manawatawhia (Powell, 1935)
- Climocella mayhillae Goulstone, 1997
- Climocella prestoni (Sykes, 1895)
- Climocella puhore Goulstone & Mayhill, 1998
- Climocella pukanui Goulstone & Brook, 1999
- Climocella rata Goulstone, 1996
- Climocella reinga Goulstone, 1997
- Climocella runga Goulstone, 1997
- Climocella segregata (Suter, 1894)
- Climocella triticum Goulstone & Mayhill, 1998
- Climocella waenga Goulstone, 1997